# Grotte de La Trache
La Grotte de la Trache est une grotte préhistorique située près du hameau de la Trache, sur le territoire de la commune de Châteaubernard, dans le département de la Charente.

## Géographie
La grotte de la Trache se trouve sur la commune de Châteaubernard, sur la rive gauche de la Charente, juste en amont de la ville de Cognac.
Elle se compose de la grotte de la Trache 1 surmontée d'un éperon et de la grotte de la Trache 2 en remontant sur 100 mètres.

## Histoire

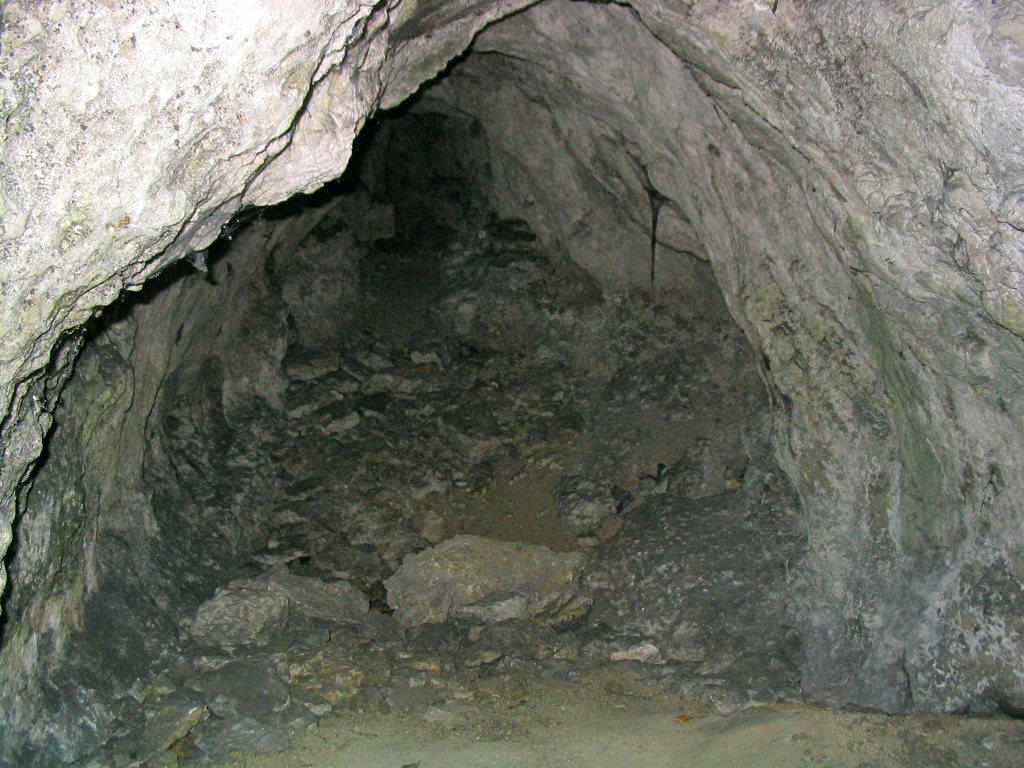
Grotte de la Trache n°1

La grotte de la Trache 1 a été fouillée vers 1890 par Henri Germain. La riche industrie magdalénienne découverte a été totalement perdue, tout comme une dent humaine déclarée néandertalienne par Riquet.
En 1959 à la suite de la découverte par des apprentis spéléologues d'un squelette et d'une lance, la sauvegarde et le tamisage ont été entrepris.

## Description

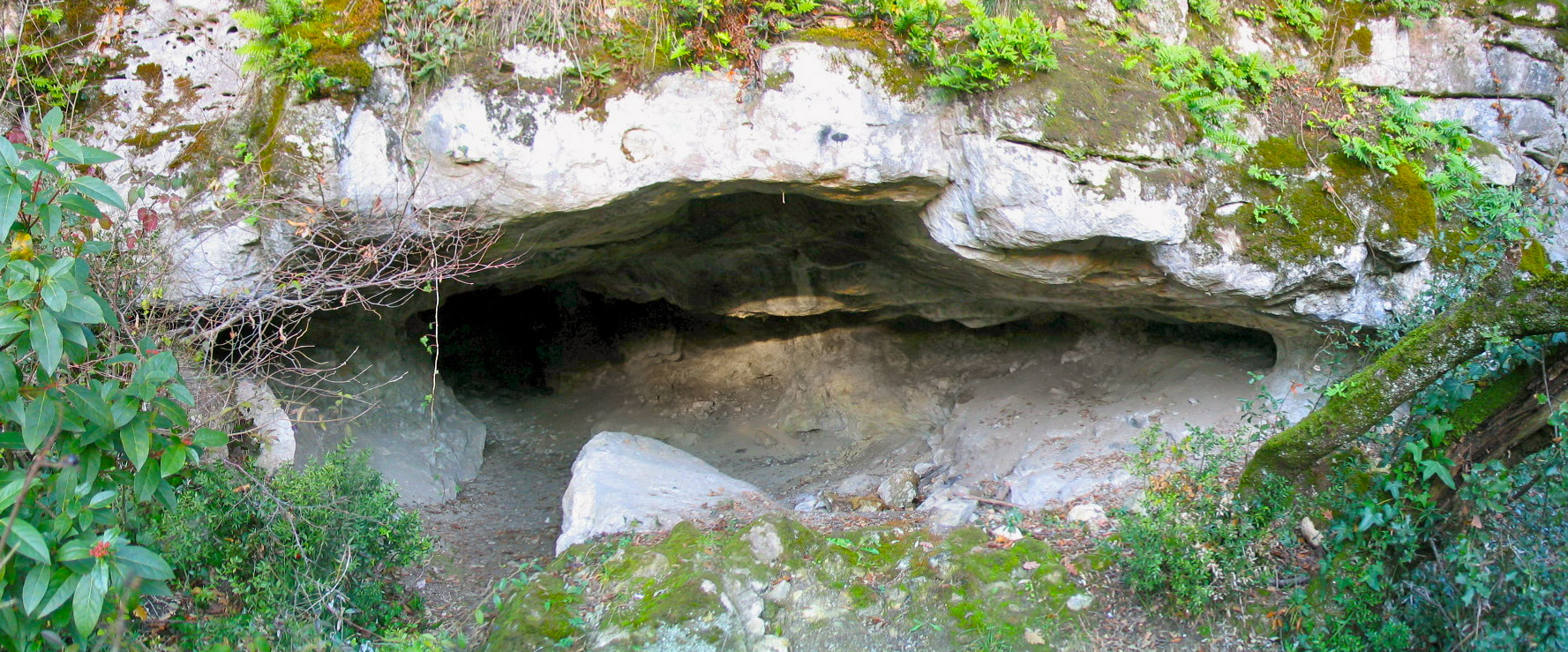
Grotte de la Trache n°2

La grotte de la Trache 2 est longue de 13 m, large de 3 m dans la partie élargie et haute de 2,75 à son endroit le plus haut, mais elle aurait pu être beaucoup plus haute et avoir été partiellement comblée par des éboulis.
Dans la couche inférieure des os de faune paléolithique archaïque et des outils grossiers marquent une occupation du Moustérien ou de l'Aurignacien.
La couche moyenne ne comportait plus qu'un squelette complet mais en aurait renfermé au moins sept. Il était accompagné d'un poignard en cuivre, d'une pointe de flèche en silex, d'un morceau de poinçon en os et de parures, dentales et perles.
La couche supérieure renfermait des tessons de céramique campaniforme.

## Faune ancienne
Parmi les fragments osseux 598 ont pu être rapportés à divers animaux, des herbivores, le grand bœuf sauvage ou aurochs (Bos primigenius), le renne (Rangifer tarandus), le cheval (Equus caballus), l'âne ancien ou hydrontin (Equus hydruntinus), le rhinocéros à narines cloisonnées (Rhinocéros tichohinus) et des carnivores hyène des cavernes (Crocuta crocuta spelaea), ours des cavernes (Ursus spelaeus), renard polaire (Alopex lagopus). La grotte de la Trache fait partie des sites ayant livré de l'antilope saïga (Saiga tatarica).